# Escola Universitária Livre de Manáos
A Escola Universitária Livre de Manáos foi uma instituição brasileira de ensino superior, tendo sido a primeira universidade fundada no país. Sua criação deu-se em 17 de janeiro de 1909, fato registrado inclusive no Guinness Book, em 1995. Seus cursos, à época de sua criação, eram voltados exclusivamente as principais carências da sociedade manauense no início do século XX.
Em 1913 foi renomeada para Universidade de Manaus, cujos estabelecimentos de ensino superior (instalações, corpo administrativo e de ensino) ainda autorizados e em funcionamento, originaram a Universidade do Amazonas (UA), em 12  de junho de 1962 por meio da Lei N. 4.069-A. A Universidade do Amazonas foi, inicialmente, composta pelos bens móveis e imóveis pertencentes à União e ora utilizados pela Faculdade de Direito do Amazonas (Lei nº 924, de 21 de novembro de 1949) e pelos bens móveis e imóveis da Faculdade de Ciências Econômicas mantida pelo Estado do Amazonas (Decreto nº 43.426, de 26 de março de 1958), além de outras faculdades criadas naquele momento. Foram denominadas Faculdade de Direito, Faculdade de Engenharia, Faculdade de Farmácia e Odontologia, Faculdade de Medicina, Faculdade de Filosofia, Ciência e Letras e Faculdade de Ciências Econômicas da Universidade do Amazonas. Por meio da publicação da Lei Federal 10.468, em 20 de Junho 2002, teve seu nome alterado para Universidade Federal do Amazonas (UFAM), que mantém até hoje.